# Баурчи
Баурчи (на румънски: Baurci) е село в автономния район Гагаузия в южна Молдова. Населението му е около 8780 души (2004).
Разположено е на 100 m надморска височина в Черноморската низина, на 16 km северозападно от границата с Украйна и на 23 km южно от град Комрат. Селото е основано през 1812 година от гагаузки преселници от Балканите. Според Константин Иречек, селото е основано от български колонисти в Бесарабия.